# Most of the Remixes
Most of the Remixes è una compilation di remix del gruppo musicale belga Soulwax, pubblicato nel 2007.

## Tracce

### Disco 1
1. Standing in the Way of Control (Soulwax nite version) – 6:56 (Gossip)
2. Daft Punk Is Playing at My House (Soulwax Shibuya re-remix) – 7:09 (LCD Soundsystem)
3. Dominator (Soulwax edit) – 4:03 (Human Resource vs. 808 State)
4. Gravity's Rainbow (Soulwax remix) – 6:24 (Klaxons)
5. Six Days (Soulwax remix) – 5:14 (DJ Shadow)
6. Phantom Pt. II (Soulwax remix) – 7:27 (Justice)
7. Can't Get You Out of My Head (Soulwax KYLUSS remix) – 4:20 (Kylie Minogue)
8. DARE (Soulwax remix) – 5:45 (Gorillaz)
9. Lovelight (Soulwax Ravelight dub) – 6:28 (Robbie Williams)
10. Hold Your Head Up (Soulwhacked mix) – 5:46 (Arthur Argent)
11. I Sit on Acid (Soulwax remix) – 3:01 (Lords of Acid)
12. Robot Rock (Soulwax remix) – 6:31 (Daft Punk)
13. Round Round (Soulwax remix) – 4:14 (Sugababes)
14. Muscle Museum (Soulwax remix) – 3:47 (Muse)